# Sam Ellis
Sam Ellis (n. Reino Unido, 23 de junio de 1982) es un atleta británico especializado en la prueba de 800 m, en la que ha logrado ser medallista de bronce europeo en 2006.

## Carrera deportiva
En el Campeonato Europeo de Atletismo de 2006 ganó la medalla de bronce en los 800 metros, con un tiempo de 1:46.64 segundos, llegando a meta tras el neerlandés Bram Som y el luxemburgués David Fiegen (plata).